# Bedřich Fritta
Bedřich Fritta, původním jménem Fritz Taussig (19. září 1906 Višňová – 8. listopadu 1944 Osvětim) byl český grafik a karikaturista židovského původu, oběť nacismu.

## Biografie
Narodil se v rodině přednosty železniční stanice v Raspenavě. Po otcově smrti v roce 1928 odešel i s matkou do Prahy. Dva roky žil v Paříži, kde se chtěl prosadit jako novinový karikaturista, ale nakonec se vrátil znovu do Prahy, kde žil ve Veverkově ulici a živil se jako technický kreslíř v ateliéru architekta Emila Weisze a malíř reklam v reklamní agentuře Ladislava Radoměrského. V první polovině 30. let se proslavil politickými karikaturami v humoristickém časopise Simplicus (což byla exilová verze německého časopisu Simplicissimus, kterou v Praze ve 30. letech založili jeho redaktoři, kteří z Německa odešli po uchopení moci nacisty, a poté, co nacisté uzavřeli se zbytkem redakce dohodu, že je nebude zesměšňovat). Publikoval zde více než padesát karikatur a po přejmenování časopisu na Simpl ho i krátce vedl. V roce 1936 si nechal změnit příjmení na Fritta. Ve druhé polovině 30. let znovu navštívil Paříž a také Podkarpatskou Rus, odkud přivezl řadu kreseb zachycujících atmosféru této nejchudší části meziválečného Československa. Po okupaci českých zemí Němci byl kvůli židovskému původu internován v Terezíně. Zde pracoval na technických výkresech pro správu tábora, ale po večerech též tajně kreslil karikatury a inspiroval k tomu i další umělce (Ottu Ungara, Lea Haase, Ferdinanda Blocha). V červenci 1944 jejich díla objevili nacisté. Byli obviněni ze „šíření teroristické propagandy“. Fritta byl nejprve s celou rodinou (včetně dvouletého syna) přesunut do věznice gestapa v terezínské Malé pevnosti a 26. října 1944, po třech měsících tvrdého žalářování, byl spolu s Leem Haasem deportován do tábora smrti v Osvětimi, kde brzy po příjezdu zemřel.
Smrti neunikla ani jeho manželka Johanna (1909–1945), která svého muže přežila o pouhé tři měsíce. Zemřela v Terezíně v únoru 1945 na tyfus. Jejich malého syna se po válce ujal Haas s manželkou Ernou.